# 脇野町駅
脇野町駅（わきのまちえき）は、かつて新潟県三島郡三島町（現長岡市）大字脇野町に所在した越後交通長岡線の駅（廃駅）である。

## 駅構造
2面2線の相対式ホームで地上駅である。中間に留置線が存在していた。

## 歴史
- 1916年（大正15年）1月5日 : 西長岡 - 与板間開通時に、長岡鉄道の駅として開業。
- 1951年（昭和26年）12月 : 西長岡 - 寺泊間電化。
- 1960年（昭和35年）10月1日 : 越後交通が発足し、同社の長岡線の駅となる。
- 1975年（昭和50年）4月1日 : 越後関原 - 大河津間廃線に伴い、駅廃止。

## 駅跡地
駅舎は廃止後放置されていたが後に取り壊され、現在は倉庫が建設されている。

## 隣の駅
越後交通
長岡線
王寺川駅 - 脇野町駅 - 越後大津駅